# Kagán
A kagán (ótörök: 𐰴𐰍𐰣 , románizált: kaɣan, mongol: Xаан vagy ᠬᠠᠭᠠᠨ , khaan , oszmán-török: خواقين , ḫākan) szakrális (isteni, szent, természetfeletti eredetű) királyi hatalommal bíró egyeduralkodó volt a közép–ázsiai pásztorkodó népeknél. A cím eredete bizonytalan, első kínai említései a 3. századból valók: a zsuanzsuanok, illetve a hszienpejek uralkodói megszólításaként bukkan fel.
Egyes feltételezések szerint talán a kán cím megduplázásáról van szó és így a kánok kánjáról lenne szó, ám e magyarázat nincs bizonyítva.
A későbbi török nyelvfejlődésben a g elnémult és a kagánból ka'an (kán) lett. A Mongol Birodalommal kapcsolatban a magyar szakirodalom a nagykán elnevezést használja fordításként, ahogy több más európai nyelv is (Großkhan, Gran Kan, Great Khan).

## A cím tartalma
A kagán, kán méltósággal kapcsolatban Vámbéry Ármin a következőket mondja. A törököknél és mongoloknál ma is használatos fejedelmi cím. Tartalmát mongolból és törökből is le lehet vezetni. A mongol chagh szó jelentése vizsgálni stb. A török gan, kan jelentése bíró, felülvizsgáló, a kaban szóé pedig kan, vadkan (a férfierő jelképe). Dybo (2007) azt sugallja, hogy a khagan végső etimológiai gyökere a közép-iráni *hva-kama - „önuralkodó, császár” nyelvből származik, Benveniste 1966 nézetét követve. Savelyev és Jeong 2020 megjegyzi, hogy a Khagan szó etimológiai gyökere egyaránt. és női megfelelője, a Khatun származhat kelet-iráni nyelvekből, konkrétan a "korai szaka *hvatuñból, vö. a tanúsított szogdiánus xwt'w 'uralkodó' (< *hva-tāvya-) és xwt'yn 'az uralkodó felesége ' (< *hva-tāvyani)".

## A türk kagán
A zsuanzsuanokat kínai segítséggel leigázó türkök vezetője, az Asina nemzetségből származó Bumin il-kagánnak, azaz nagy kagánnak nyilvánította magát. Öccse, a birodalom nyugati részének társuralkodója, Istemi a jabgu címet kapta.
A kagánnak a samanisztikus hitből eredően a Hangáj-hegységben levő Ötüken szent hegyének birtoklása adott isteni felhatalmazást, s ez ekkoriban a kagán nemzetségéhez kötődött.

## Későbbi kagánok
A türk fennhatóság alatt élő népek is – hűbéres uraik többnyire az isteni eredetűnek tartott Asina nemzetségből származtak – átvették a kagán címet. Megvolt e cím a kazároknál, de a onogur-bolgároknál is, akiknél a birodalomalapító Kuvrat szintén az Asina nemzetségből származott, a bolgárok a klán nevét Aszen alakban őrizték meg.
Az avarok uralkodó nemzetsége pedig – egyes kutatók feltételezése szerint – a zsuanzsuanok uralkodó nemzetségével azonos. Az avarok fejedelmei a türkök uralma előtt már viselték a kagáni címet. Az avarok népének nagyobb része a Türk Birodalom közép-ázsiai hódításai miatt költözött a kelet-európai pusztára, illetve a Kárpát-medencébe.
A kora középkorban több török eredetű népnél is előfordult (kirgizek, ujgurok) a kagáni cím, amit a 12. századig a kijevi fejedelmek is használták.

## A mongol nagykán
A mongolok a kagán címet – állítják egyes kutatók – már a megnémult 'g'-jű ka'an alakban vették át, ami a nem török és nem mongol fülnek úgy hangzik, mint a kán. Ezért nevezzük Dzsingisz ka'ant Dzsingisz mongol nagykánnak, de ezért használatos vele kapcsolatban a nagykán cím is, ami mögött a ka'an, azaz a régi kagán cím húzódik meg. Hülegü ilhán részbirodalmát vezető utódai címében az ilkán cím pedig tulajdonképpen a kagán cím további fokozása, az il-kagán, aminek il-ka'an alakját mondjuk ilkánnak.